# NGC 5798
إن جي سي 5798 (بالألمانية: NGC 5798) التي يرمز لها بالرمز NGC 5798، هي مجرة، في كوكبة العواء.

## الاكتشاف
اكتشفت في 16 مايو 1784، بواسطة ويليام هيرشل.